# Ogbidi Okojie
Ogbidi Okojie, roi d'Uromi (1857 - 3 février 1944) était un chef des Esan dans l'actuel État d'Edo au Nigeria, reconnu pour son opposition au gouvernement britannique.

## Biographie
Selon la tradition d'Uromi, il est né au septième mois de gestation, arrivant au 14e rang de la succession au trône d'Uromi. En tant que monarque africain, il croyait en son droit divin d'exercer un pouvoir absolu. Ces croyances ont motivé son opposition à la domination britannique, qui a conduit à son premier exil à Calabar en 1900. Au Nigéria , à la fin du XIXe siècle, l'ancien ordre s'effondrait, cédant au nouveau système colonial britannique. Après la Royal Niger Companytransféré ses territoires au gouvernement britannique, ce dernier élargit et renforça son contrôle, renversant les dirigeants traditionnels. En 1900, Uromi est envahi par les troupes britanniques. Contrairement au chef Nana de Brohimie-Warri, qui s'est opposé à une forte résistance aux troupes britanniques lorsque son domaine a été envahi, avec 100 canons, plusieurs fusils et plus de 5 000 esclaves à sa disposition, Okojie I, qui n'avait pas d'armes modernes, mais seulement Des pistolets, des arcs et des flèches danois ont résisté pendant six mois, jusqu'à ce qu'il soit trahi par Iyahanebi, son "frère cadet", et qu'il doive se rendre aux Britanniques. En raison de sa résistance acharnée, en 1900, il a été exilé à Calabar, où il a rencontré Oba Ovonramwen, feu Oba du Bénin, qui avait été exilé là-bas par les Britanniques.
Il a survécu à l'épreuve en détention et est rentré chez lui pour être couronné le 14e Onojie d'Uromi en 1900. De retour à Uromi, il s'est adapté au système de gouvernement britannique par le biais d'une " règle indirecte ", établissant sa cour à Ubiaja en tant que juge suprême divisionnaire. Pourtant, il n'a pas pleinement accepté le nouveau système de gouvernement, le combattant avec une désobéissance passive et maintenant son opposition à la domination britannique. Il a continué à gouverner ses sujets comme ses ancêtres l'avaient toujours fait, jusqu'à ce qu'il soit à nouveau expulsé, cette fois au Bénin, en 1918. Sa présence au Bénin a perturbé Oba Eweka II, alors Oba au pouvoir, qui s'est opposé au résident britannique au Bénin contre Okojie's. présence là-bas. En 1924, il est muté à Ibadan. En 1926, il s'échappa dramatiquement vers Uromi, fut arrêté et ramené à Ibadan , jusqu'à sa libération définitive en 1931. De 1931 jusqu'à sa mort en 1944, il consolida son pouvoir à Uromi. Son premier fils, le prince Uwagbale Okojie, a été couronné Onojie d'Uromi en 1944.
De son vivant, il était très influent à Esan, Agbor et Benin City. À Esan, il était le juge suprême du tribunal pénal qui a statué et jugé des affaires de meurtre à Agbede , Esan, Kukuruku (Auchi) et Ologhodo (aujourd'hui Agbor). Il a construit des écoles et soutenu l'enseignement supérieur. Il a construit les routes d'Uromi à IIIushi, Agbor et Ehor. À sa mort, il a laissé derrière lui un héritier incontesté du trône, des souvenirs glorieux de la vie en exil et la réalisation de son aspiration à une indépendance renouvelée pour l'Afrique noire et le Nigéria. Ce qui a incité le regretté chef Anthony Enahoro, l'un de ses nombreux petits-enfants, en 1953, pour initier la motion sur l'autonomie gouvernementale à la Chambre d'assemblée occidentale, qui a finalement conduit à l'indépendance du Nigéria le 1er octobre 1960. Un petit-fils plus jeune est Peter Enahoro, vénéré journaliste panafricain et auteur de Comment être nigérian (1966). Un autre est le cardinal Anthony Okogie, le premier cardinal Esan et le Dr Robert Okojie, un scientifique de la NASA basé aux États-Unis.
Okojie I, l'Onojie d'Uromi, a survécu à plus de soixante femmes, plus de quarante concubines et d'innombrables enfants et petits-enfants. Son peuple se souvient encore de lui comme.